# イヴォ・ヨシポヴィッチ
イヴォ・ヨシポヴィッチ（クロアチア語: Ivo Josipović、IPA:[ˈiːʋɔ ˈjɔsiːpoʋitɕ]、1957年8月28日 - ）は、クロアチアの政治家。そのほか、大学教授、法律家、音楽家、作曲家としての職務経験もある。2010年より同国大統領を1期務めた。クロアチア社会民主党所属の議会議員（大統領在職中は、政党所属を禁止した憲法の規定により無所属）。
民法の教授で法律家の妻タティアナ（Tatjana）との間に、娘のラナ（Lana）がいる。

## 来歴

### 出自
ザグレブで生まれる。両親はダルマチア地方のバシュカ・ヴォダの出身であった。少年時代はサッカー選手を目指していた。ザグレブで初等教育及び中等教育を終える。

### 法律
ザグレブ大学の法学部で学び、1980年に卒業、司法試験に合格する。1985年に刑法で修士号を取得し、1994年に犯罪科学で博士号を得る。1984年から同じ大学の法学部で講師を務め、刑事訴訟法、国際犯罪法、軽犯罪法の教授となった。
これまでに多くの権威ある学術機関で客員教授となっており、ドイツ・フライブルクのマックス・プランク外国・国際刑法研究所、オーストリア・グラーツ大学の刑法研究所、フィンランド・ヘルシンキのHEUNI研究所（ヨーロッパ犯罪抑止・制御研究所）などで客員教授となっている。また、ドイツ・ハンブルクのマックス・プランク外国・国際私法研究所や、アメリカ合衆国のイェール大学でも研究者として過ごした。クロアチア国内外の多数の法学や芸術家の協会に所属し、85本を超える学術・専門論文を発表している。
1994年、私立のクロアチア法律センター（Hrvatski pravni centar）の共同設立者となった。
ユーゴスラビア紛争のときは、セルビア人の強制収容所に捕らわれていた180人のクロアチア人の捕虜の救出のために活動し、国際司法裁判所（ICJ）や旧ユーゴスラビア国際戦犯法廷（ICYT）でクロアチア代表を務めた。複数の国際的なプロジェクトにも参加し、欧州評議会の専門家としてウクライナやモンゴル国、アゼルバイジャンの刑務所の評価に携わった。

### 音楽

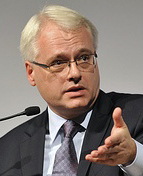
Hypo centarにて

ヨシポヴィッチは音楽学校で中等教育を受けており、その後もザグレブ音楽アカデミーの作曲学部でスタンコ・ホルヴァト（Stanko Horvat）の指導による音楽教育を受けていた。同アカデミーでは作曲を専攻して1983年に卒業した。1987年から2004年まで、同アカデミーで講師を務めた
様々な楽器やオーケストラのために50あまりの楽曲を作曲した。1985年には「Samba da Camera」の作曲で欧州放送連合より1等の賞を得ている。1999年には同楽曲でポリン賞を受賞し、翌2000年には「Tisuću lotosa」で再度ポリン賞を受賞した。音楽活動での著名な作品としてはこの他に「Igra staklenih perli」や「Tuba Ludens」などがある。これらの楽曲はクロアチアのミュージシャンらによって国外でも度々演奏されてきた。
1991年より、ヨシポヴィッチはザグレブ音楽ビエンナーレ（MBZ）の監督を務めている。

### 政治
1980年、ヨシポヴィッチはクロアチア共産主義者同盟の党員となった。同党を改組してクロアチア社会民主党とする際には党憲章を執筆するなど、党内の民主化に務めた。1994年、政界を離れて社会民主党を離脱、法律家・音楽家としての活動に専念することにした。2003年、当時首相であったイヴィツァ・ラチャンの招きに応じて政界に復帰、社会民主党所属の議員となり、クロアチア議会における社会民主党会派の副代表を務めた。任期中の2005年には、ザグレブ市議会の議員にもなった。2007年にはクロアチア議会の議員に再選される。2008年には正式に社会民主党の党員資格を更新し、2009年7月12日にはクロアチア大統領選挙の党公認となることが決まった。
議員として立法や司法、憲法問題に関する複数の委員会を経験し、また議会・政治の仕組みに関する議会の規則の策定にもあたった。

### 大統領選挙
2009年6月20日、ヨシポヴィッチは大統領選挙の党内候補となった。党内で行われた予備選挙ではリュボ・ユルチッチを下し、7月12日には党公認候補となることが決まった。
ヨシポヴィッチは選挙戦の前まではほぼ無名の存在であった。選挙戦では「ノヴァ・プラヴェドノスト」（Nova Pravednost、「新しい正義」）を掲げて選挙運動を展開し、現在のクロアチアにはびこる根深い不正や汚職、組織犯罪に対する新しい社会や法の枠組みを訴えた。キャンペーンでは個人の権利や平等、人権、正義、勤勉さ、社会的共感、創造性などを訴えてきた。
2009年12月27日、大統領選挙の第1回投票で、他の11人すべての候補者を上回る32.4%の得票を得て首位となったが、過半数に達しなかったため、上位2人による決選投票に持ち込まれた。ヨシポヴィッチとともに決選投票に進んだのは、社会民主党を離脱して無所属で出馬していたミラン・バンディッチであり、このとき14.8%の得票を得ていた。2010年1月10日に行われた決選投票では、60.26%の得票率でバンディッチを下して当選し、次期大統領となることが確定。2月18日に第3代クロアチア大統領に就任した。2015年に退任。